# Виндзейль
Виндзейль (нидерл. wind — ветер и нидерл. zeil — парус) — широко распространённый предмет корабельного инвентаря, предназначенный для принудительной вентиляции трюмов и других подпалубных помещений.
Обычно виндзейль представляет из себя длинный гибкий рукав с жёсткими внутренними распорками для сохранения формы. Как правило, его изготавливали из парусины, плотной прорезиненной ткани или другого прочного материала. Верхняя часть виндзейля снабжалась воздухозаборником с направляющими полками, которые удерживались бакштагами таким образом, чтобы входное отверстие располагалось против ветра. При этом, выходной конец через палубные люки или иллюминаторы направлялся внутрь корабельных помещений.